# Hochtaunus-Kliniken
Die Hochtaunus-Kliniken gGmbH ist eine Zweckgesellschaft des Hochtaunuskreises. Sie betreibt die Kliniken in Bad Homburg vor der Höhe und Usingen sowie seit 1. Januar 2016 auch das als Krankenhaus der Grundversorgung geführte St. Josef Krankenhaus in Königstein im Taunus. Zusammen verfügen diese Häuser über 619 Betten und behandeln jährlich ungefähr 21.000 Patienten stationär und über 40.000 ambulant.

## Krankenhaus Bad Homburg vor der Höhe

### Das „Allgemeine Krankenhaus“

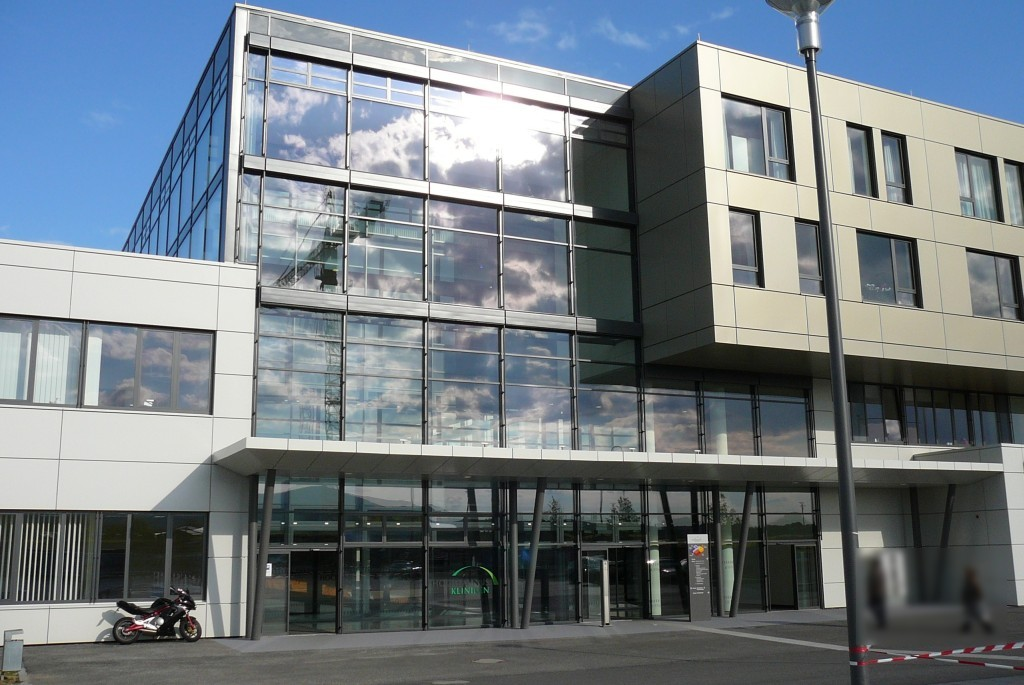
Hochtaunuskliniken, Standort Bad Homburg, Neubau 2014

Am 5. Mai 1851 wurde in Bad Homburg das „Allgemeine Krankenhaus“ eröffnet. Im Auftrag der Amts-Armenkommission betreute der Arzt Trapp mit zwei Mitarbeitern 15 Belegbetten. Das Krankenhaus in einem Hinterhof in der Elisabethenstraße 16 (das Vorderhaus war von einem Pfandleiher belegt, der vor allem mit Kunden der Spielbank Bad Homburg Geschäfte machte) wurde später auf 40 Betten erweitert. Da auch dieses nicht ausreichte, wurde Ende der 1890er Jahre ein Neubau außerhalb der Stadt auf den „Rennäckern“ geplant.

### Der klassizistische Neubau
1899 erwarb die Stadt Homburg („Bad“ wurde sie erst 1912) das Gelände. Der Bau verzögerte sich zunächst, da Kaiserin Auguste Viktoria reklamierte, das Krankenhaus liege zu nahe am Schloss. Nach einiger Überzeugungsarbeit und Einsicht in die Baupläne stimmte die Kaiserin dem Neubau aber zu und der erste Spatenstich erfolgte am 20. November 1902. Am 20. Oktober 1904 wurde das neue Krankenhaus eingeweiht. Das repräsentative Hauptgebäude in klassizistischem Stil (Architekt war Friedrich Graeber) umfasste 64 Betten. Als Nebengebäude waren ein Verwaltungsgebäude, eine Isolierstation mit acht Betten und ein Leichenhaus errichtet worden.
1912 wurde das Krankenhaus um eine Krankenpflegeschule erweitert und 1925 das erste Röntgengerät angeschafft.

### Kreiskrankenhaus

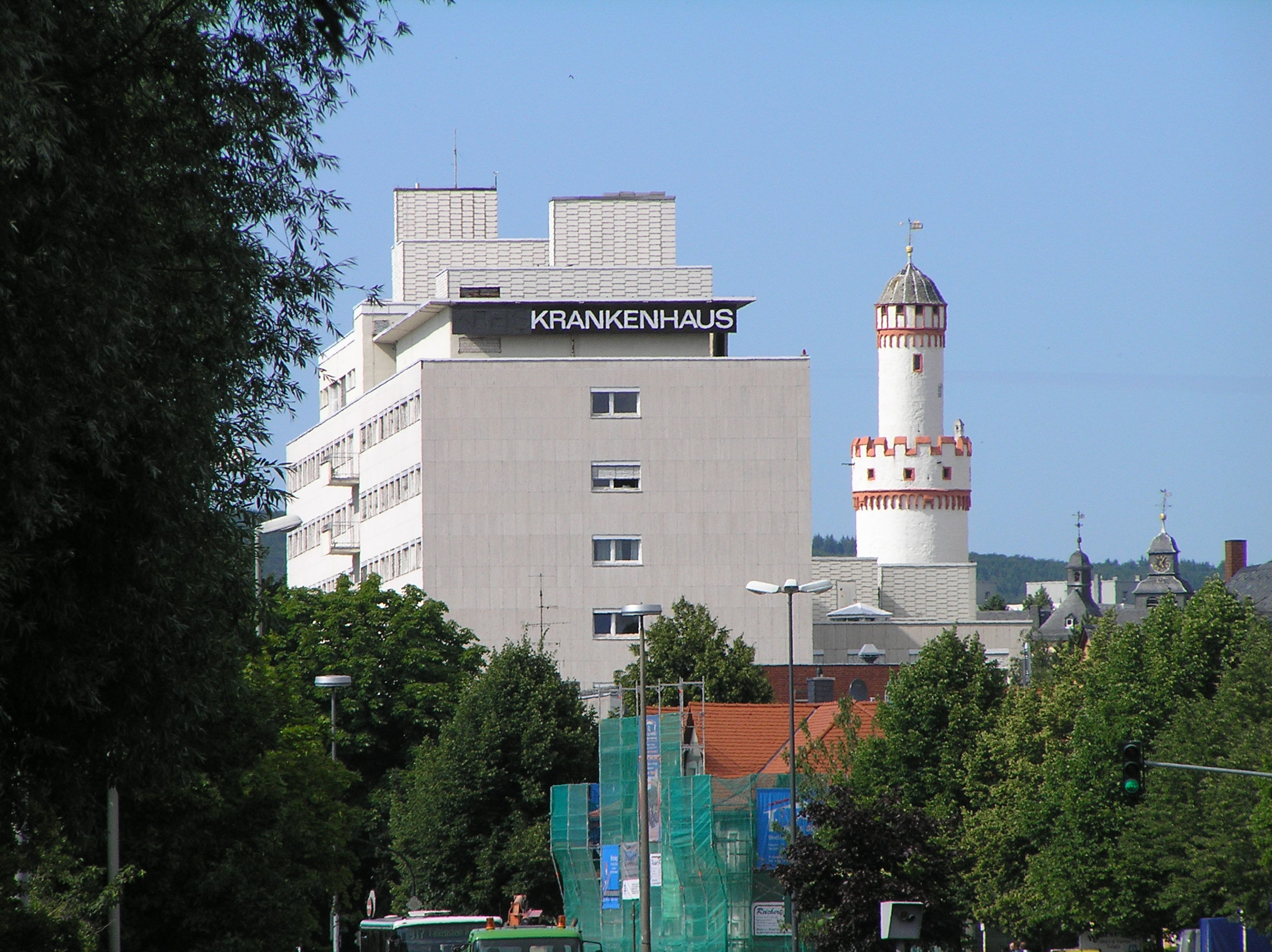
Krankenhaus Bad Homburg (bis März 2014)

1928 ging die Trägerschaft für das Krankenhaus auf den Obertaunuskreis über. Auch das Kreiskrankenhaus Obertaunus wurde weiter erweitert. 1930 wurde der Westflügel um weitere 10 Betten für die Innere Medizin erweitert, im Mai 1941 wurde ein neues Gebäude, der A-Trakt eingeweiht. Bedingt durch den Zweiten Weltkrieg stieg die Zahl der Patienten stark an. Auch das Personal wurde aufgestockt. Am Ende des Krieges waren 65 Schwestern beschäftigt.
Auch nach dem Krieg stieg die Nachfrage weiter an. Die Zuwanderung durch die Vertriebenen führte zu weiteren Erweiterungen. 1954 bestanden 335 Betten und 151 Mitarbeiter. 1961 wurde der C-Bau errichtet und die Kapazität auf 429 Betten vergrößert. 1963 wurde das klassizistische Hauptgebäude abgerissen und der B-Bau errichtet. Damit standen neue Räume für die Krankenpflegerschule, ein eigener Kindergarten, eine Kapelle und eine Cafeteria sowie Wohngebäude für die Krankenhausmitarbeiter zur Verfügung. Seit 1973 bestand ein eigener Hubschrauberlandeplatz. 1977 wurden 520 Betten angeboten. Die 587 Angestellten arbeiteten in einer Reihe von Abteilungen, die in den letzten Jahren hinzugekommen waren. Neben der Chirurgischen, der Inneren und der Gynäkologischen Station, die bereits seit 1911 bestanden, waren nun auch Abteilungen für Nuklearmedizin, Urologie, Intensivmedizin, Pathologie und Physikalische Therapie entstanden.

### Akademisches Lehrkrankenhaus
1979 wurde die Klinik zum Akademischen Lehrkrankenhaus für die Johann Wolfgang Goethe-Universität Frankfurt am Main und ab 1982 für die Justus-Liebig-Universität Gießen. Medizinstudenten dieser Universitäten können seitdem ihr praktisches Jahr in Bad Homburg absolvieren. Im Jahr 2025 setzte die Johann Wolfgang Goethe-Universität Frankfurt am Main die Ausbildung an den Hochtaunus-Klinken für unbestimmte Zeit aus. 
Seit den 1980er Jahren wurden eine Reihe von Maßnahmen ergriffen, die Leistungsfähigkeit und Effizienz des Krankenhauses zu verbessern. Wäscherei, Küche, Labor, Radiologie und Pathologie wurden in Tochter- bzw. Schwestergesellschaften ausgegliedert. Vor allem aber erfolgte 2001 der Zusammenschluss mit dem zweiten kreiseigenen Krankenhaus in Usingen. In Bad Homburg bestehen derzeit 473 Betten.

### Neubau

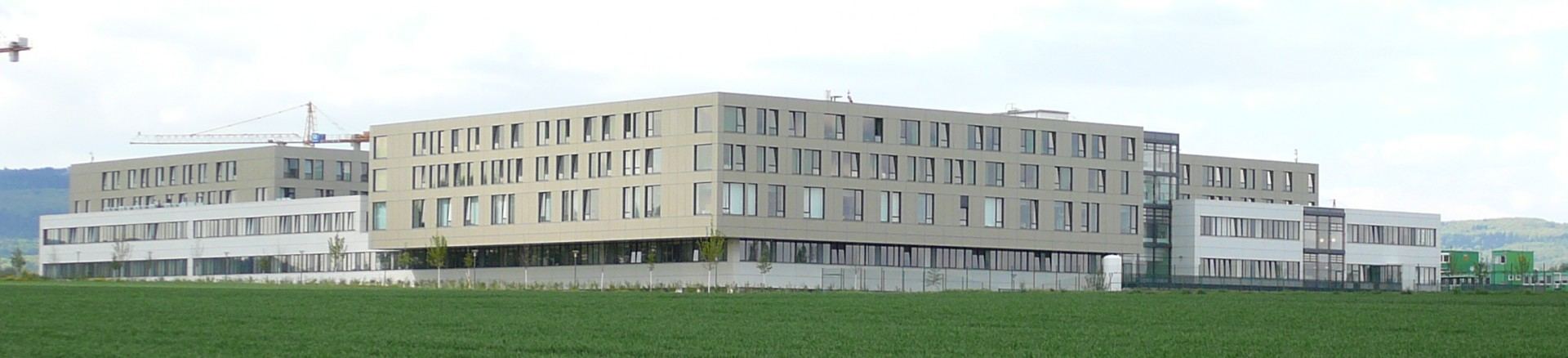
Hochtaunuskliniken, Standort Bad Homburg, Neubau 2014, Ansicht von Südwesten

Der Neubau für ca. 80 Millionen Euro wurde nicht am traditionellen Standort, sondern am Ortsrand gegenüber dem Landratsamt auf dem Niederstedter Feld errichtet. Die Mittel wurden in der Bedarfsplanung des Landes vorgesehen. Die benötigten 70 ha Fläche wurden Anfang 2008 erworben; der Baubeginn war für 2010 geplant.
Der Neubau der beiden Krankenhäuser in Usingen und Bad Homburg soll durch ein Public-Private-Partnership-Modell finanziert werden. Der Bau soll zusammen 196,1 Millionen Euro kosten. Die Kosten bei einer konventionellen Finanzierung werden von den Hochtaunuskliniken mit 218,1 Millionen angegeben. Über die Laufzeit von 25 Jahren belaufen sich die Gesamtkosten für Bau, Finanzierung und Betrieb auf 523,3 Millionen Euro statt auf 734,2 Millionen.
Die Erschließungsmaßnahmen begannen im März 2011 und der Rohbau wurde bis Mitte 2012 fertiggestellt.
Am 15. März 2014 haben die Hochtaunus-Kliniken in Bad Homburg ihren Klinikneubau in Betrieb genommen.

### Ausgrabung einer jungsteinzeitlichen Siedlung

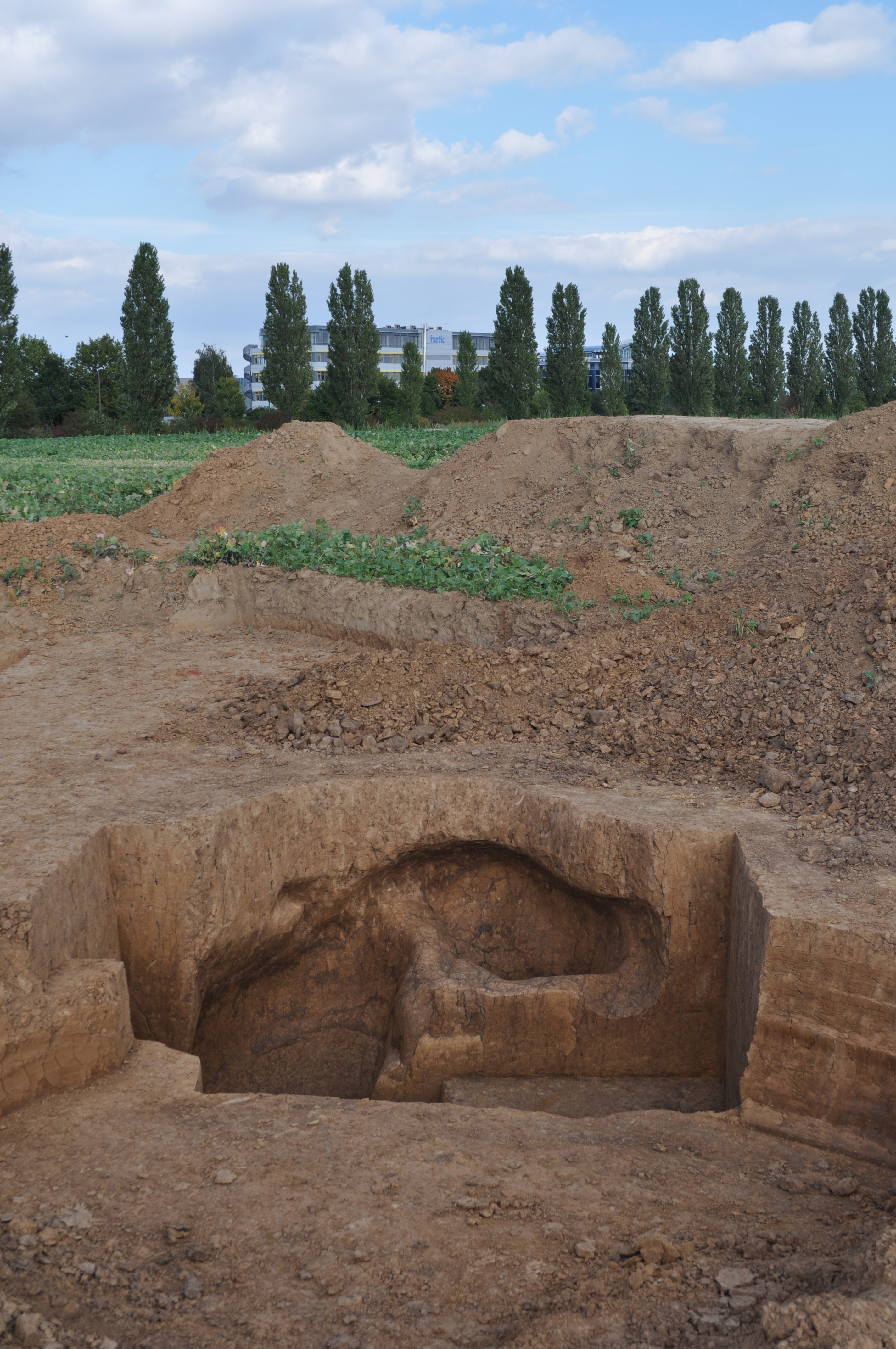
Ausgrabung

Vor Beginn des Baus wurden archäologische Grabungen auf dem künftigen Klinikgelände vorgenommen. Diese Untersuchungen wurden notwendig, da in den Archiven der hessischen Landesarchäologie Hinweise auf das Vorhandensein von Bodendenkmälern vorlagen. Entsprechend den Bestimmungen des Hessischen Denkmalschutzgesetzes erfolgte die denkmalrechtliche Freigabe des Areals daher nur unter Auflagen. 
Die aufwendigen Grabungen der hessischen Landesarchäologie (HessenArchäologie) förderten eine der in Deutschland besterhaltenen Siedlungen der Rössener Kultur der Jungsteinzeit zu Tage. Freigelegt wurden u. a. die Spuren von drei etwa 6300 Jahre alten Häusern. Die Gebäude waren bis zu 41 Meter lang und 8 Meter breit. Sie hatten den für diese Kultur charakteristischen Grundriss eines Schiffsrumpfes. Die Spitze war nach Westen hin gerichtet, um dem Wind möglichst geringen Widerstand zu leisten. Nach Osten hin lag der Eingang. 
Die Kosten der mehrmonatigen Grabung des 17-köpfigen Teams einschließlich der so genannten Erstversorgung des Fundguts sowie notwendiger naturwissenschaftlicher Analysen lagen knapp unter 1,5 Millionen Euro. Die Untersuchungen förderten zahlreiche Fundstücke zu Tage, darunter Keramikfragmente und Steinwerkzeuge.

## Hochtaunusklinik Usingen
Im 14. und 15. Jahrhundert wurden in Usingen mit dem „Sichenhaus“ und der „Unterkunft der Beginen“ erste Einrichtungen der Krankenpflege eingerichtet. Die Geschichte der Hessenklinik begann aber erst im 18. Jahrhundert mit der Gründung des Fonds für „fromme und mildtätige Zwecke“ des Fürstentums von Nassau-Usingen. Insgesamt 2200 Gulden bildeten die finanzielle Basis des Hospitals für Kranke und Arme, dass am 26. Februar 1739 durch Fürst Carl von Usingen-Nassau gegründet wurde.
Im Jahre 1750 bezog das Krankenhaus sein Gebäude in der heutigen Hospitalgasse, bevor es Ende des 18. Jahrhunderts in das Eckhaus der heutigen Zitzergasse/Klapperfeld wechselte. In den Wirren der Napoleonischen Kriege litt die Krankenversorgung erheblich. Neben den Kriegskosten waren es vor allem Einquartierung von Soldaten in die Krankenhausräume, die die Krankenversorgung behinderten. Am 30. April 1814 erfolgte jedoch eine Zustiftung zur Hospitalstiftung, die die finanzielle Lage des Krankenhauses massiv verbessern sollte. Die alleinstehende Usingerin Maria Catharina Friederike Walther stiftete ihren Grundbesitz an der Ecke Wirthstrasse/Klapperfeld und schuf die Basis für einen Neuaufbau. Seit 1892 wurde die Krankenpflege durch Diakonissen aus Bad Ems durchgeführt, die diese Aufgabe bis 1970 wahrnehmen sollten. Da durch den Bevölkerungszuwachs ein Ausbau notwendig wurde, erwarb 1889 die Hospitalkommission das Nachbargebäude und erweiterte dadurch das Krankenhaus. Dennoch war das Haus letztlich zu klein, so dass ein völliger Neubau am heutigen Standort notwendig wurde. Dieser wurde im Herbst 1912 eingeweiht und 1927 erweitert. 1991 ging das Stifts-Krankenhaus in die Verwaltung des Kreises Usingen über. Vorsitzender des Verwaltungsrates wurde Landrat Rudolf Thierbach. Der Landkreis nahm im gleichen Jahr den Neubau eines zusätzlichen Traktes vor, der das Krankenhaus auf 140 Betten erweiterte. Zeitgleich wurde eine Geburtsstation eingerichtet.
2001 erfolgte der Zusammenschluss der „Hessenklinik Usingen“ mit dem Bad Homburger Krankenhaus. Im Jahr 2002 wurde ein moderner Operationscontainer errichtet.

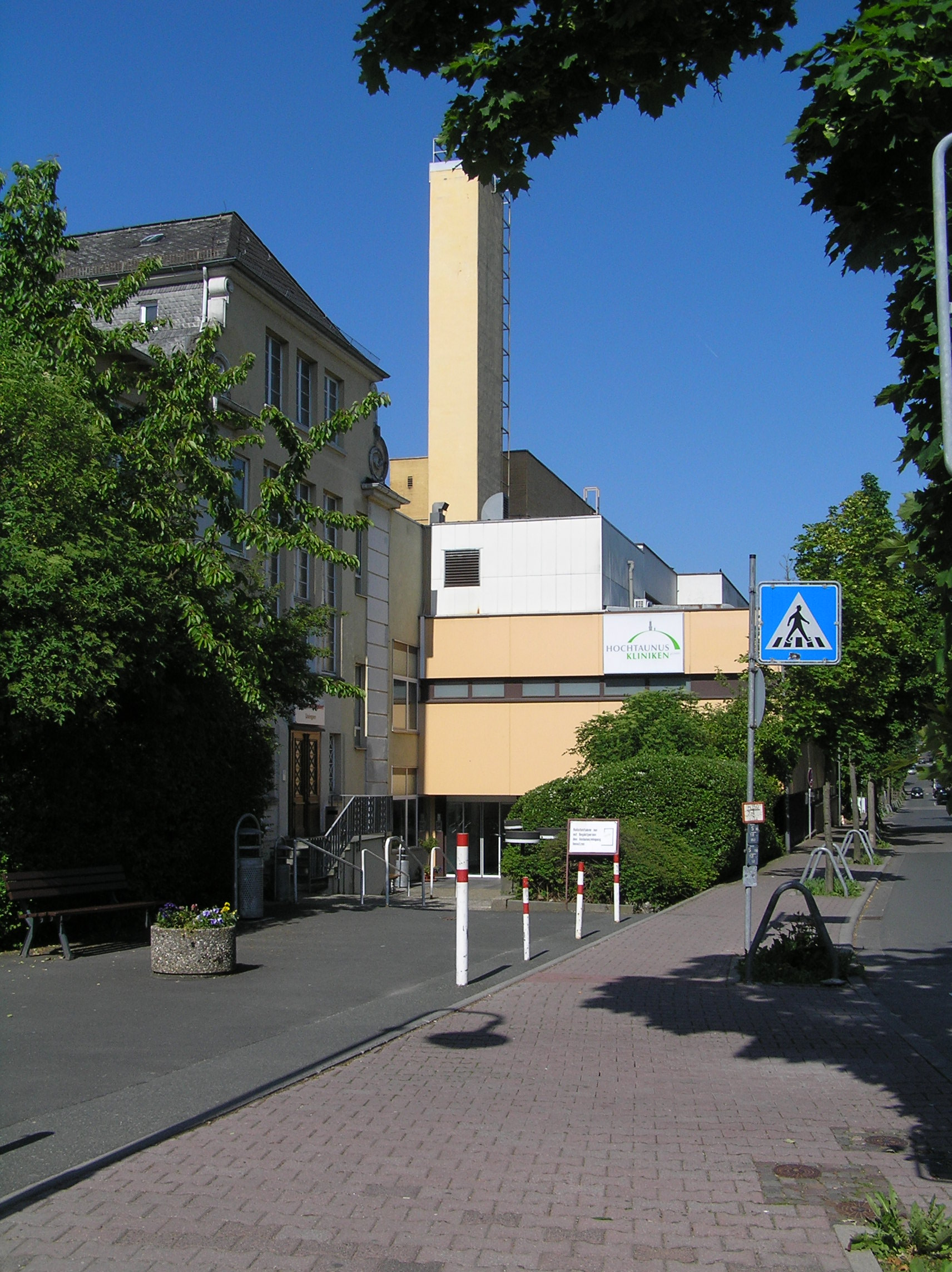
Eingang Usinger Krankenhaus
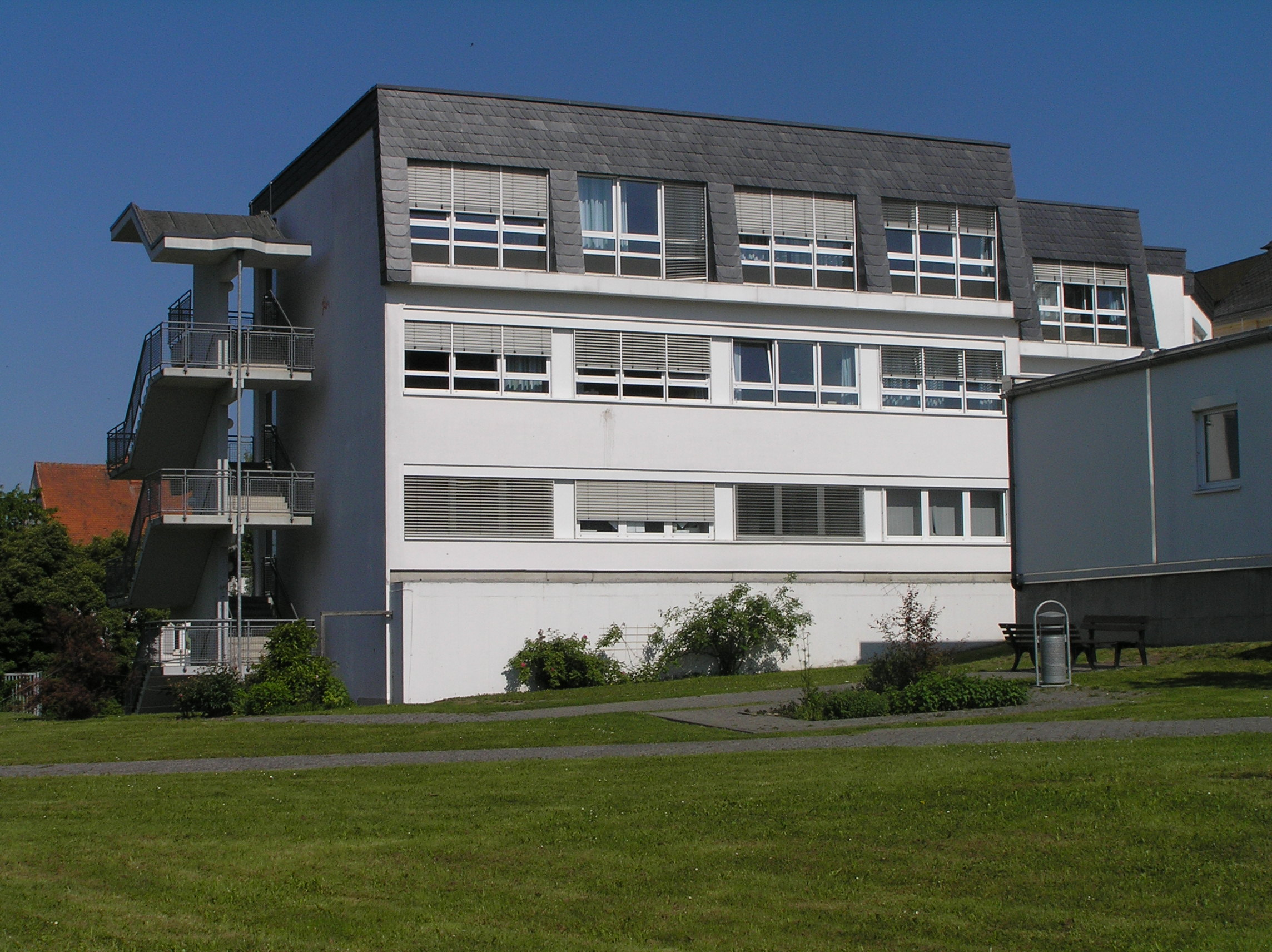
Rückseite Usinger Krankenhaus
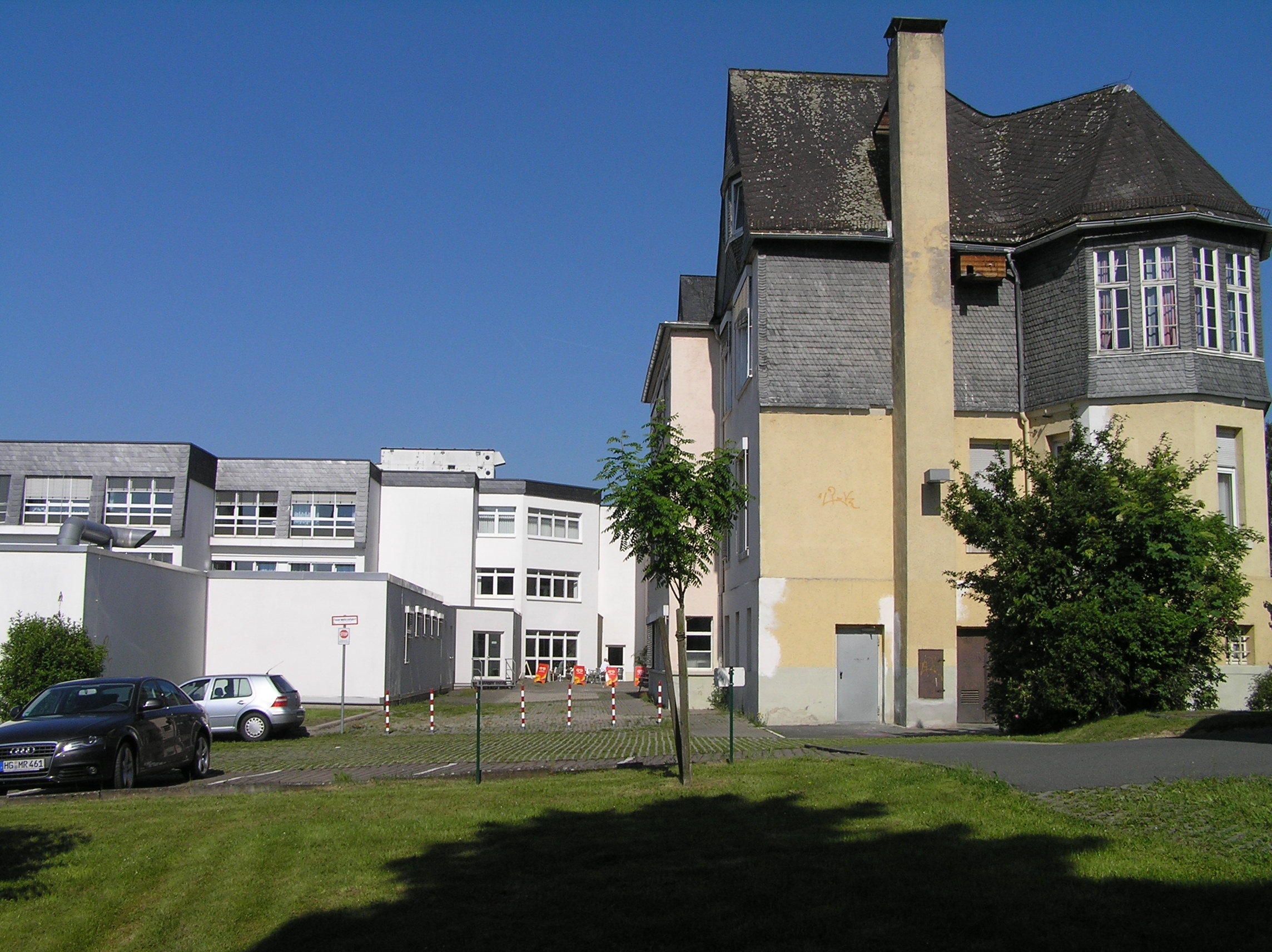
Seitenansicht Usinger Krankenhaus
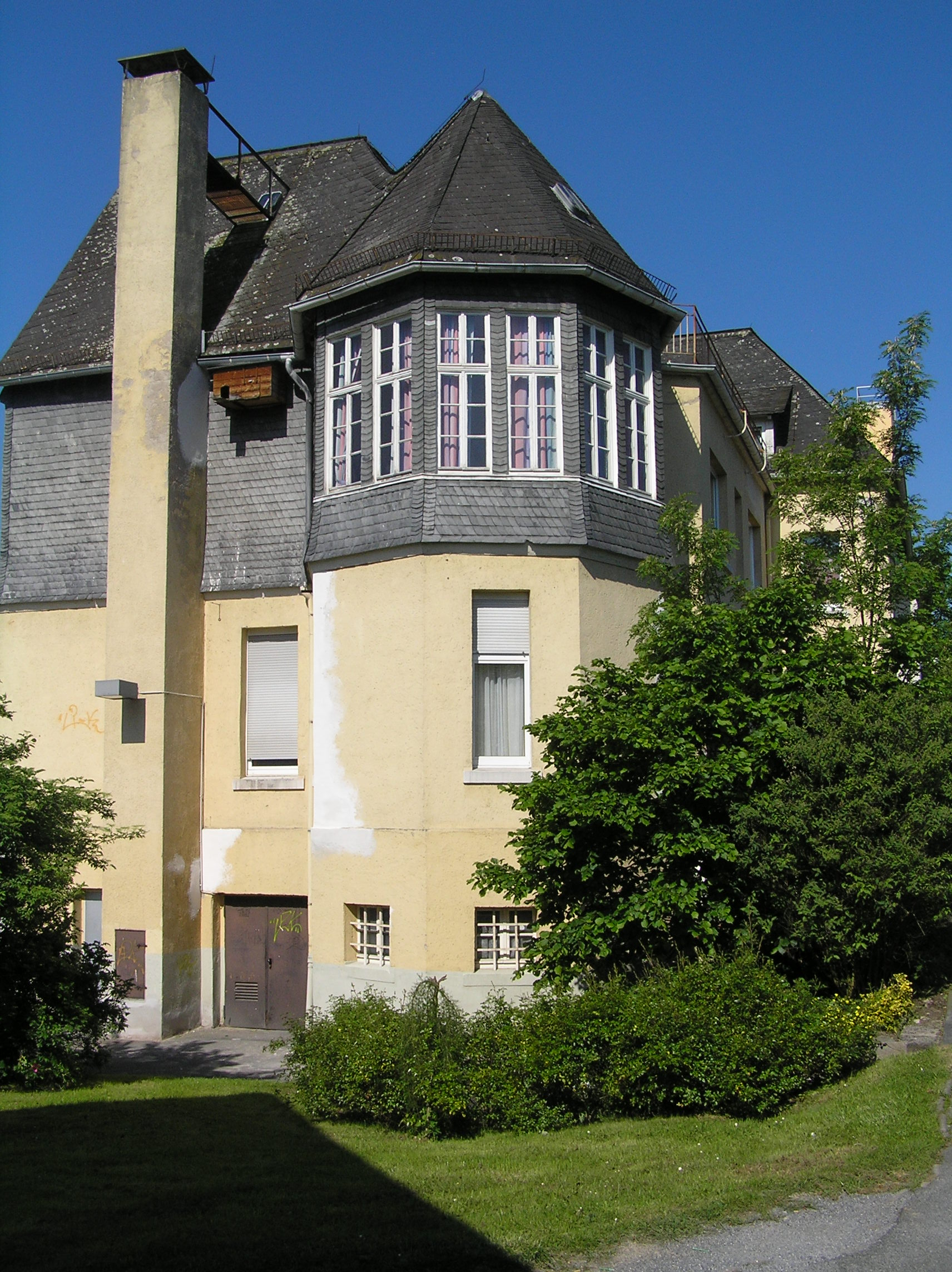
Seitenansicht Usinger Krankenhaus

### Neubau

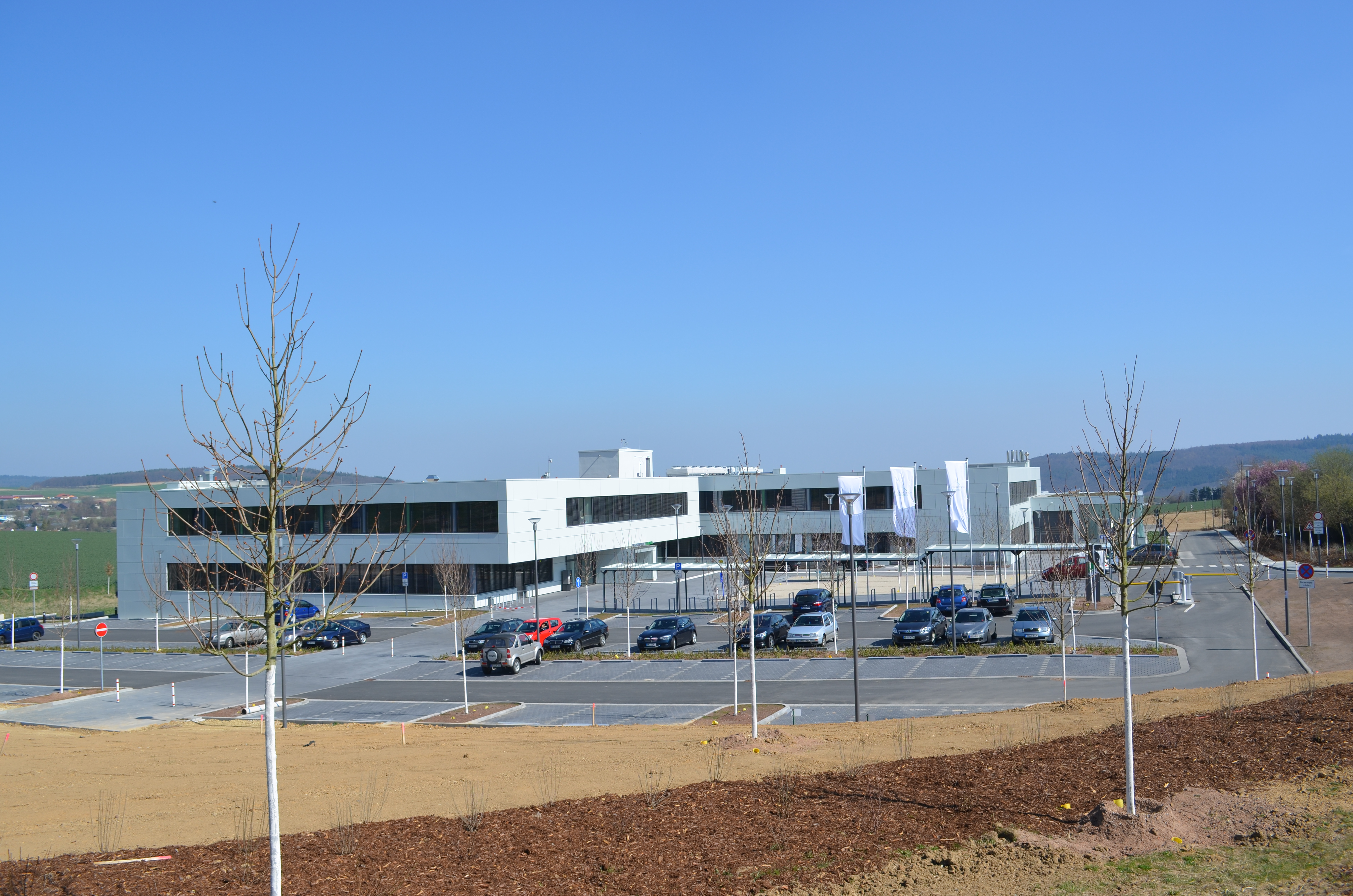
Neues Krankenhaus in Usingen

Auch in Usingen entstand ein Neubau für 20 bis 25 Millionen Euro, der ebenfalls nicht am traditionellen Standort, sondern am Ortsrand liegt. Er wurde am 22. Februar 2014 bezogen.